# Brook Park (Minnesota)
Pour les articles homonymes, voir Brook Park.
Brook Park est une ville américaine située dans le Comté de Pine, dans le Minnesota. Selon le recensement de 2010, sa population est de 139 habitants.